# Service suisse d'enquête de sécurité
Le Service suisse d’enquête de sécurité (SESE) (en allemand Schweizerische Sicherheitsuntersuchungsstelle SUST, en italien Servizio d’inchiesta svizzero sulla sicurezza SISI, en anglais Swiss Transportation Safety Investigation Board STSB) est chargé de mener des enquêtes sur des incidents survenant dans les domaines de l’aviation civile, des transports publics et de la navigation maritime. Il est organisé comme une commission extraparlementaire au sens des art. 57a à 57g de la loi sur l’organisation du gouvernement et de l’administration (LOGA ; RS 172.010) et dispose d’un bureau d’enquête.

## Mandat
Le Service suisse d’enquête de sécurité (SESE) a pour mission, en tant qu’organisation indépendante, d’enquêter sur les accidents et les incidents graves dans les transports publics (chemins de fer, installations à câbles, navigation intérieure, bus), dans l’aviation civile et dans la navigation maritime, conformément aux exigences de l’ordonnance sur les enquêtes de sécurité en cas d’incident dans le domaine des transports (OEIT ; RS 742.161). L’enquête permet d’établir les causes techniques, d’exploitation, humaines, organisationnelles et systémiques ainsi que les circonstances à l’origine de l’incident. Elle consiste non seulement à rechercher les causes immédiates de tels événements, mais aussi à identifier leurs causes profondes et les risques supplémentaires qui leur sont associés. L’objectif est exclusivement d’acquérir des connaissances qui permettront à l’avenir de prévenir des accidents et des situations dangereuses et contribuent ainsi à améliorer la sécurité. Les enquêtes de sécurité du SESE n’ont formellement pas pour objet de déterminer les questions de faute et de responsabilité.

## Organisation[1]

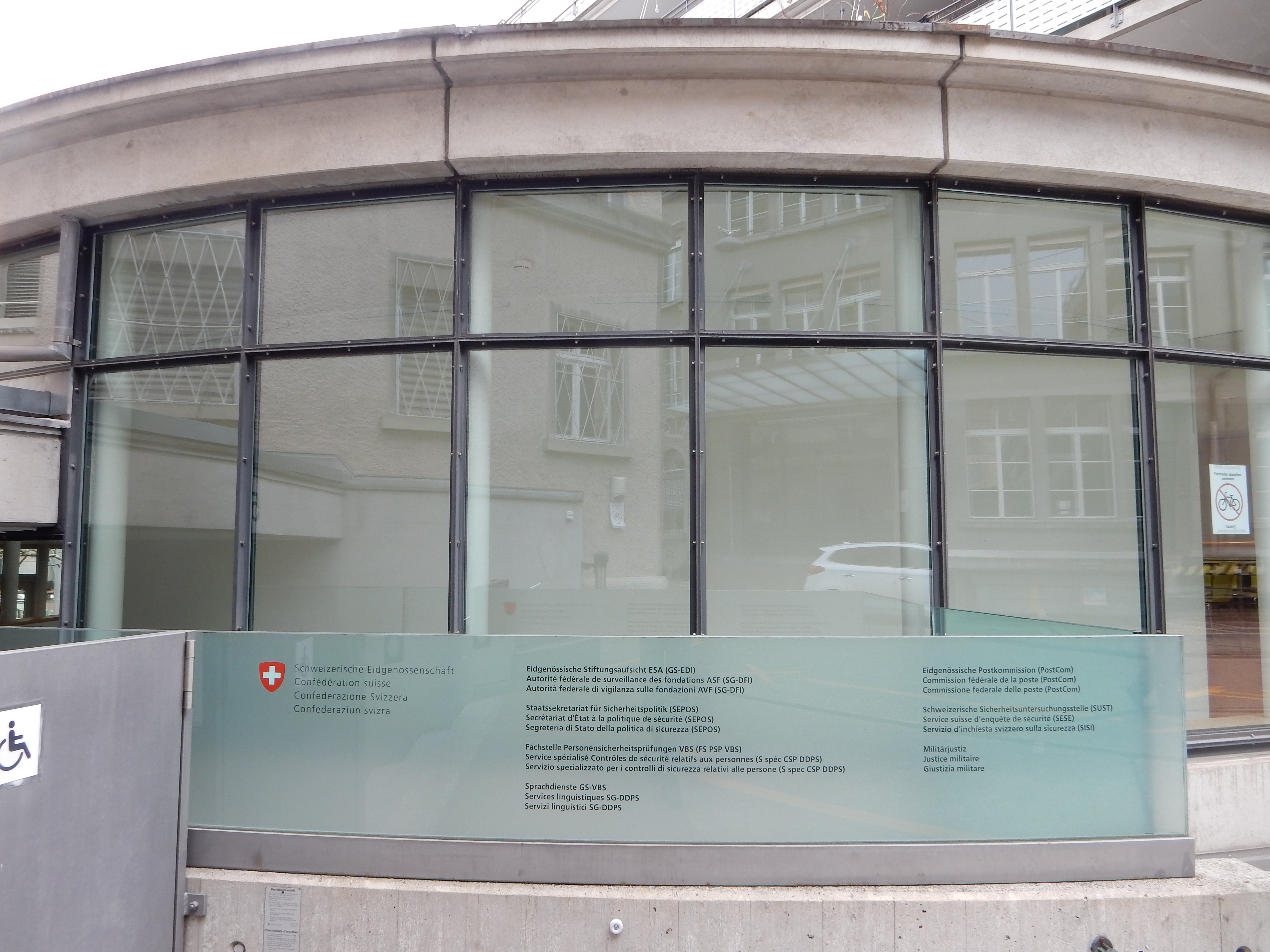
Entrée au SESE à Berne, Monbijoustrasse 51A

Le Conseil fédéral nomme les membres de la commission extraparlementaire qu’est le Service d’enquête de sécurité suisse (SESE). Le SESE agit en tant qu’organisation indépendante non liée par des directives et est rattaché administrativement au Département fédéral de l’environnement, des transports, de l’énergie et de la communication (DETEC).
Le bureau d’enquête représente l’unité opérationnelle du SESE. Il comprend les domaines aviation ainsi que rail et navigation, qui s’occupent des activités d’enquête, ainsi que les services centraux, chargés du volet administratif.

### Bases légales
L’activité du SESE repose sur les bases légales suivantes :
- Loi fédérale du 21 décembre 1948 sur l’aviation (LA)
- Loi fédérale du 20 décembre 1957 sur les chemins de fer (LCdF)
- Règlement (UE) no 996/2010
- Directive (UE) 2016/798 relative à la sécurité ferroviaire
- Loi fédérale sur la navigation maritime sous pavillon suisse
- Ordonnance sur les enquêtes de sécurité en cas d’incident dans le domaine des transports (OEIT)

## Historique
Le Service d’enquête suisse sur les accidents (SESA) a été créé en 2011, à la suite de la fusion du Bureau d’enquête sur les accidents d’aviation (BEAA) et du Service d’enquête sur les accidents des transports publics (SEA). Cette fusion visait à réunir les connaissances techniques en un seul lieu et à garantir une unité de doctrine en matière d’enquête sur les accidents. Le 1er février 2015, le Service d’enquête suisse sur les accidents (SESA) a été renommé Service suisse d’enquête de sécurité (SESE), à la suite d'une révision d’ordonnances, plus spécifiquement à la suite du rassemblement et de la consolidation des trois ordonnances qui régissaient jusqu’alors et de façon pertinente son travail.

## Déroulement d’une enquête de sécurité
Tout événement soumis à l’obligation de déclarer selon l’ordonnance sur les enquêtes de sécurité en cas d’incident dans le domaine des transports (OEIT ; RS 742.161) doit être immédiatement déclaré au SESE via la centrale d’intervention de la Garde aérienne suisse de sauvetage REGA (n° de tél. 1414 depuis la Suisse et +41 333 333 333 depuis l’étranger). Sur la base de la déclaration et des premiers examens préliminaires, le bureau d’enquête décide s’il y a lieu d’ouvrir une enquête, et si oui sous quelle forme.
Si une enquête est ouverte, le SESE publie un rapport de première information. Le SESE résume les résultats et les conclusions de l’enquête dans un rapport final ou sommaire, qu’il publie sur son site Internet. Si le SESE identifie des déficits de sécurité lors de ses enquêtes, il formule des recommandations de sécurité à l’intention des autorités de surveillance compétentes ou des avis de sécurité à l’adresse des entreprises et secteurs concernés.